# 埃特納 (內布拉斯加州)
埃特納（英語：Etna）是位於美國內布拉斯加州卡斯特縣的非建制地區。

## 歷史
埃特納的郵局於1885年設立，其後於1921年停運。

## 地理
埃特納所處的海拔為高於海平面854米（即2802英呎），而該地所採用的時區為UTC-6，即北美中部时区（CST）。同時該地設有夏令時間，為UTC-6調快一小時，即UTC-5（CDT）。